# Інга (притока Вали)
Інга́ (рос. Инга) — річка в Удмуртії (Сюмсинський та Вавозький райони), Росія, права притока Вали.
Довжина річки становить 42 км. Бере початок за 2 км на південний схід від присілку Сюмсіїл на Тиловайській височини, впадає до Вали навпроти присілку Валадор. Напрямок річки в основному на південь або південний схід. У присілку Мала Інга створено ставок. Після присілку Верх-Юс річка протікає по заболоченій місцевості. На території Вавозького району по берегам річки ведуться торфорозробки. У присілку Інга через річку збудовано залізничний міст. Притоки дрібні та короткі.
Над річкою розташовані населені пункти:
- Сюмсинський район — Мала Інга, Велика Інга, Верх-Юс
- Вавозький район — Інга